# Brave Words
Brave Worlds es el primer álbum debut de estudio de la banda neozelandesa The Chills, lanzado en 1987 por Flying Nun Records. Fue producido por Mayo Thompson.

## Lista de canciones (LP)
Todas las canciones fueron escritas por Phillips, a excepción de "Rain" que es un cover del grupo británico de rock: The Cult.
Lado A
1. "Push"
2. "Rain" (Phillips. Billy Duffy)
3. "Speak for Yourself"
4. "Look for the Good in Others and They'll See the Good in You"
5. "Wet Blanket"
6. "Ghosts"

Lado B
1. "Dan Destiny and the Silver Dawn"
2. "Night of Chill Blue"
3. "16 Heart-Throbs"
4. "Brave Words"
5. "Dark Carnival"
6. "Creep" (Phillips, Idaho)

## Lista de canciones (CD)
1. "Push"
2. "Rain"
3. "Speak for Yourself"
4. "Look for the Good in Others and They'll See the Good in You"
5. "Wet Blanket"
6. "Ghosts"
7. "House With 100 Rooms"
8. "Party in My Heart"
9. "Living in A Jungle"
10. "Dan Destiny and the Silver Dawn"
11. "Night of Chill Blue"
12. "16 Heart-Throbs"
13. "Brave Words"
14. "Dark Carnival"
15. "Creep"